# Vacone
Vacone är en ort och kommun i provinsen Rieti i regionen Lazio i Italien. Kommunen hade 237 invånare (2018).